# Neoplan
A Neoplan, vagyis a Neoplan Bus GmbH egy német autóbuszgyártó vállalat. A cég a NEOMAN Bus GmbH leányvállalata, amely maga is része az MAN AG-nak. A vállalatot leginkább a futurisztikus formatervezéséről ismerik. A cég neve a „neuer Plan”, azaz „új terv” kifejezésből származik.

## Története

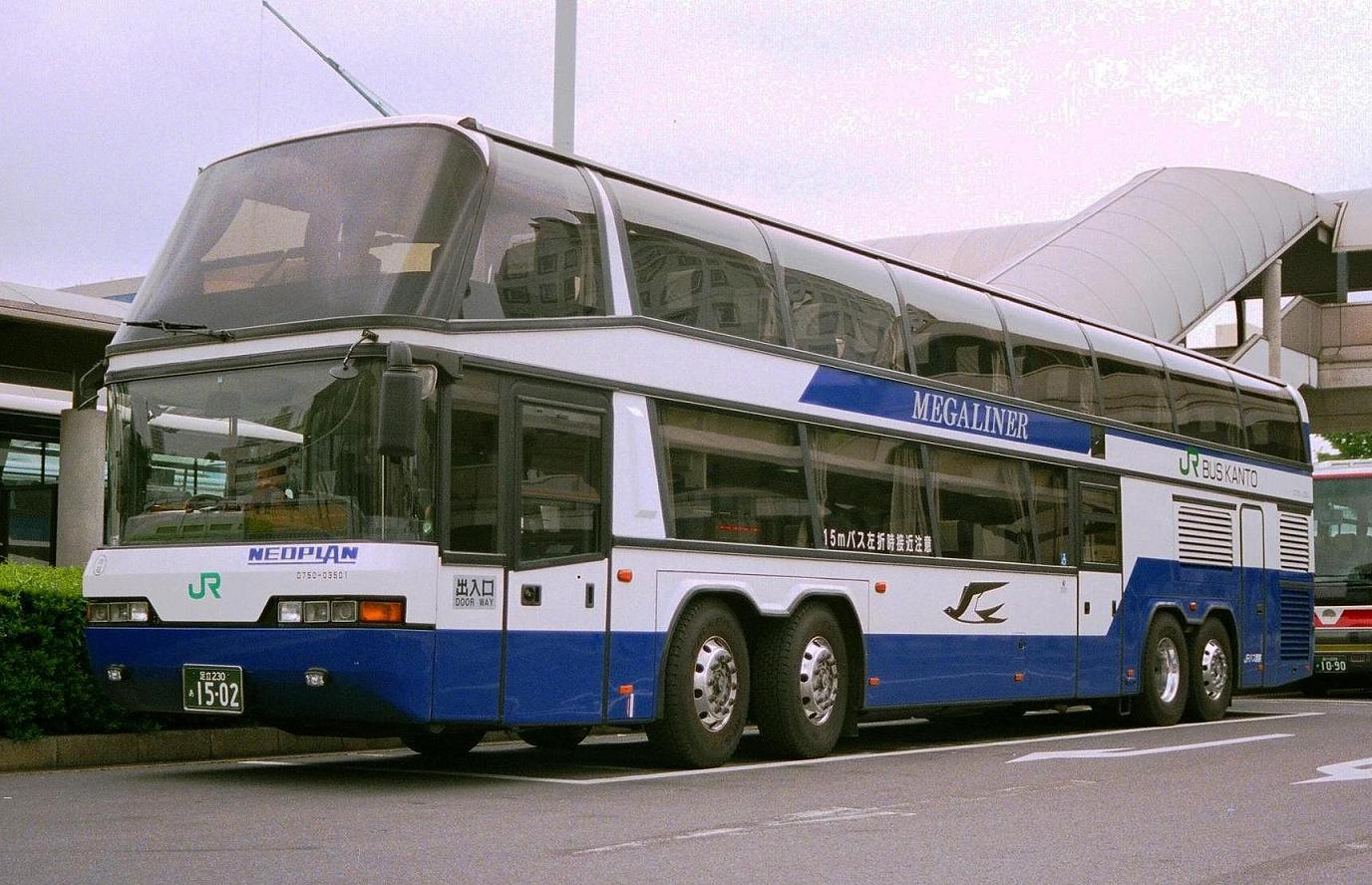
A Megaliner, a négytengelyes, emeletes Neoplan-típus

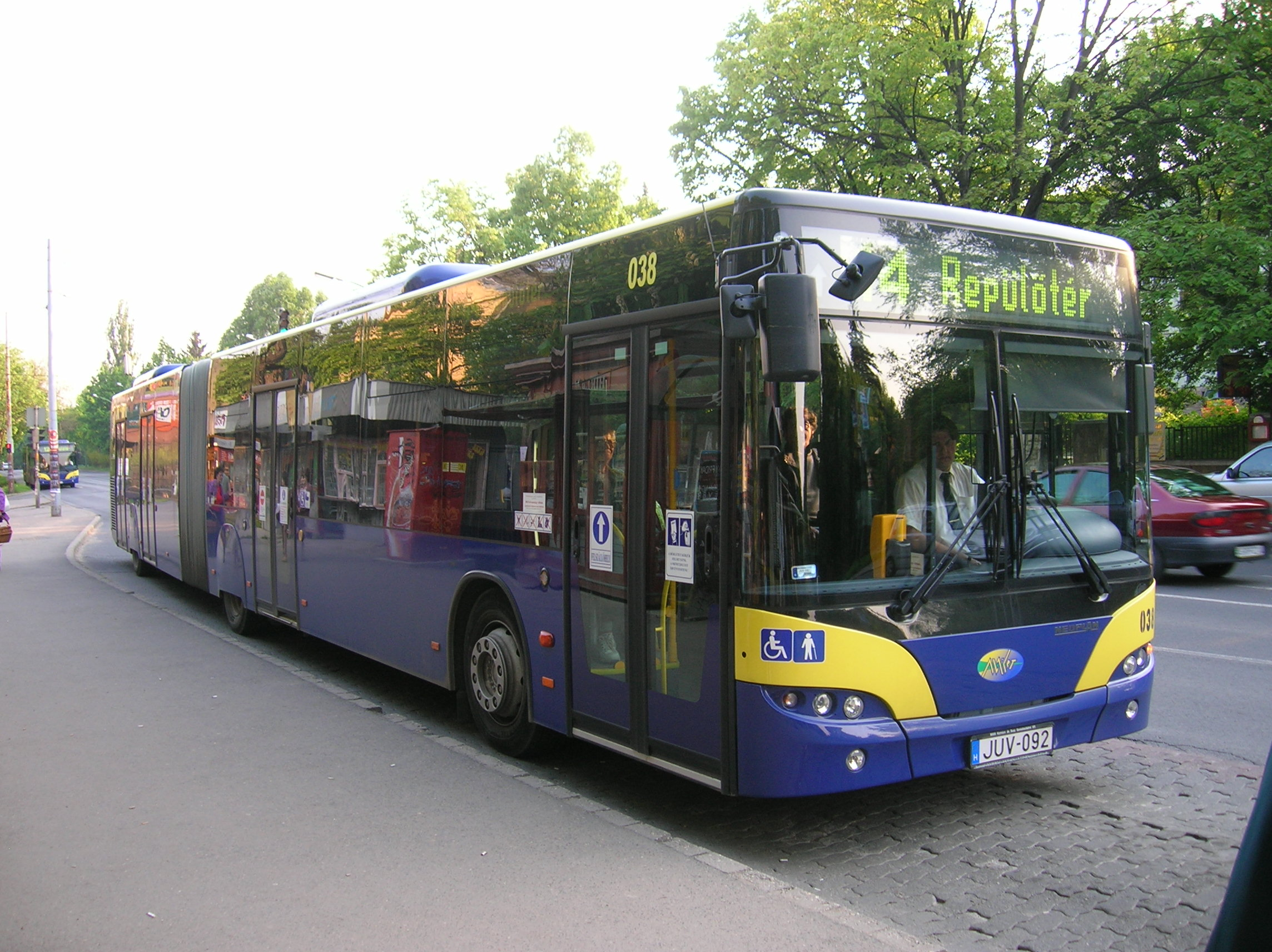
Neoplan Centroliner N4522 busz Miskolcon

1935-ben alapította Gottlob Auwärter Stuttgartban, buszok és tehergépjárművek vázaira készülő karosszéria gyártására. A buszok külső kialakítása a kezdetektől fogva eltért a többi cég terveitől. A második világháborút követően világszerte ritkaságnak számított az itt kikísérletezett, teljesen fémből készült karosszéria. A vállalat a technológiai szakértelmével vált világhírűvé. Hagyománnyá váltak a ferde, tört vonalak, az előredőlt oszlopok az ablakok között, az áramvonalasabb szélvédők, és általában a futurisztikusabb kinézet. Szintén hagyomány a buszok „liner” utótaggal való elnevezése, az előtag pedig nemegyszer utal az adott típus funkciójára is. 
1992-ben bevezették a 15 méter hosszú, négytengelyes Megalinert, s ezzel használták ki azt az új európai szabályozást, melynek értelmében már 12 méternél hosszabb, csukló nélkül előállított járműveket is lehetett gyártani. A Starlinert 1996-ban vezették be. 2001-ben az MAN AG megvette a Neoplant, pontosabban a Gottlob Auwärter GmbH & Co KG vállalatot. 2003-ban új buszt vezettek be a piacra, melyet leginkább turistautakra fejlesztettek, s ennek a típusnak Tourliner lett a neve. 2004-ben áttervezték a Starlinert, s ezáltal a Neoplan névhez jobban illő, futurisztikus külsőt vett fel.
A Neoplan korábbi modelljei közé tartozott még a Spaceliner, a Euroliner, a Transliner és a Metroliner. Különleges típus volt még a Jumbocruiser csuklós-emeletes turistabusz, és a Megashuttle, a szintén négytengelyes, emeletes városi busz, amit a Távol-Keleten használtak.
Jelenleg a Tourliner, a Cityliner, a Starliner és a Skyliner készül a cégnél, valamint létezik még az Airliner reptéri busz, és afrikai piacra a Tropicliner is. A csekély megrendelői igények miatt a gyártást teljes egészében kitelepítik Törökországba.

## Fordítás
- Ez a szócikk részben vagy egészben  a   Neoplan című angol Wikipédia-szócikk ezen változatának fordításán alapul.  Az eredeti cikk szerkesztőit annak laptörténete sorolja fel. Ez a jelzés csupán a megfogalmazás eredetét és a szerzői jogokat jelzi, nem szolgál a cikkben szereplő információk forrásmegjelöléseként.